# 초오유산
초오유산(영어: Mount Cho-Oyu, 중국어: 卓奧有山, 병음: Zhuó'àoyǒu)은 네팔과 중국의 국경에 위치한 세계에서 여섯 번째로 큰 봉우리로 에베레스트산에서 서쪽으로 약 20km 떨어진 곳에 있다.
1952년 에릭 십턴이 이끄는 등반대가 최초로 등정을 시도한 이후, 1954년 10월 19일 오스트리아 원정대의 헤르베르트 티키와 세르파 파상 다와 라마가 정상 정복에 성공했다.

## 같이 보기
- 낭파라 총격사건